# USS Engstrom (DE-50)
USS Engstrom (DE-50) là một tàu hộ tống khu trục lớp Evarts được Hải quân Hoa Kỳ chế tạo trong Chiến tranh Thế giới thứ hai. Nó là chiếc tàu chiến duy nhất của Hải quân Mỹ được đặt theo tên Trung úy Hải quân Leonard Engstrom (1921-1942), người phục vụ trên tàu tuần dương hạng nặng Northampton (CA-26) và đã tử trận trong Trận Tassafaronga ngày 30 tháng 11, 1942. Nó đã phục vụ cho đến khi chiến tranh kết thúc, xuất biên chế vào ngày 19 tháng 12, 1945 và xóa đăng bạ vào ngày 8 tháng 1, 1946. Con tàu bị bán để tháo dỡ vào ngày 26 tháng 12, 1946.

## Thiết kế và chế tạo
Những chiếc thuộc lớp tàu khu trục Evarts có chiều dài chung 289 ft 5 in (88,21 m), mạn tàu rộng 35 ft 1 in (10,69 m) và độ sâu mớn nước khi đầy tải là 8 ft 3 in (2,51 m). Chúng có trọng lượng choán nước tiêu chuẩn 1.140 tấn Anh (1.160 t); và lên đến 1.430 tấn Anh (1.450 t) khi đầy tải. Hệ thống động lực bao gồm bốn động cơ diesel General Motors Kiểu 16-278A nối với bốn máy phát điện để vận hành hai trục chân vịt; công suất 6.000 hp (4.500 kW) cho phép đạt được tốc độ tối đa 21 kn (24 mph; 39 km/h), và có dự trữ hành trình 4.150 nmi (4.780 mi; 7.690 km) khi di chuyển ở vận tốc đường trường 12 kn (14 mph; 22 km/h).
Vũ khí trang bị bao gồm ba pháo 3 in (76 mm)/50 cal trên tháp pháo nòng đơn có thể đối hạm hoặc phòng không, một khẩu đội 1,1 inch/75 caliber bốn nòng và chín pháo phòng không Oerlikon 20 mm. Vũ khí chống ngầm bao gồm một dàn súng cối chống tàu ngầm Hedgehog Mk. 10 (có 24 nòng và mang theo 144 quả đạn); hai đường ray Mk. 9 và tám máy phóng K3 Mk. 6 để thả mìn sâu.
Nguyên được dự định chuyển giao cho Hải quân Hoàng gia Anh, Engstrom được đặt lườn như là chiếc HMS Drury (BDE-50) tại Xưởng hải quân Philadelphia ở Philadelphia, Pennsylvania vào ngày 1 tháng 4, 1942; nó được hạ thủy vào ngày 24 tháng 7, 1942. Tuy nhiên kế hoạch chuyển giao bị hủy bỏ, nên con tàu quay trở lại sở hữu của Hoa Kỳ và đổi tên thành Engstrom vào ngày 4 tháng 3, 1943. Nó nhập biên chế cùng Hải quân Hoa Kỳ vào ngày 21 tháng 6, 1943 dưới quyền chỉ huy của Hạm trưởng, Đại úy Hải quân D. A. Nienstedt.

## Lịch sử hoạt động
Sau khi hoàn tất việc chạy thử máy và huấn luyện, Engstrom khởi hành từ Philadelphia, Pennsylvania vào ngày 20 tháng 8, 1943 để đi Norfolk, Virginia, nơi nó gia nhập một đoàn tàu vận tải để hướng sang vùng kênh đào Panama và tiếp tục hành trình đi đến vùng bờ Tây Hoa Kỳ. Đi đến San Diego, California vào ngày 9 tháng 9, nó lại lên đường vào ngày 27 tháng 9 để đi sang khu vực quần đảo Aleut, và gia nhập Lực lượng Tiền phương Biển Alaska tại Adak, Alaska. Trong hơn một năm tiếp theo nó phục vụ tại vùng biển giá lạnh khắc nghiệt này, hộ tống bảo vệ các tàu chiến và tàu phụ trợ, và phục vụ như cột mốc radar dẫn đường cho các hoạt động không lực suốt trong khu vực từ đảo Attu cho đến Paramushiro, và hộ tống bảo vệ các tàu khảo sát thủy văn.
Engstrom quay trở về Mare Island, California vào ngày 19 tháng 1, 1945 để được đại tu, và sau một đợt huấn luyện tại Trân Châu Cảng đã lên đường hộ tống một đoàn tàu vận tải đi sang Eniwetok và Saipan, căn cứ hoạt động của nó kể từ ngày 31 tháng 3 cho đến khi chiến tranh kết thúc. Nó đảm trách việc hộ tống vận tải cho tàu bè đi lại giữa Eniwetok, Ulithi, Guam và Iwo Jima, và tham gia các hoạt động tác chiến trực tiếp tại Okinawa.
Sau chiến tranh, Engstrom hoạt động tuần tra tại khu vực Guam từ ngày 12 tháng 9 đến ngày 11 tháng 10, 1945. Nó quay trở về San Pedro, California vào ngày 24 tháng 10, và được cho xuất biên chế vào ngày 19 tháng 12, 1945. Con tàu bị bán để tháo dỡ vào ngày 26 tháng 12, 1946.

## Phần thưởng[2]
|  |  |  |

| Huân chương Chiến dịch Hoa Kỳ | Huân chương Chiến dịch Châu Á-Thái Bình Dương | Huân chương Chiến dịch Châu Á-Thái Bình Dương | Huân chương Chiến thắng Thế Chiến II |